# 595
Раннє Середньовіччя. Триває чума Юстиніана. У Східній Римській імперії продовжується правління Маврикія. Лангобарди частково окупували Італію і утворили в ній Лангобардське королівство. Франкське королівство розділене між спадкоємцями Хлотара I. Іберію займає Вестготське королівство. В Англії розпочався період гептархії. Авари та слов'яни утвердилися на Балканах.
Китай об'єднаний під правлінням династії Суй. Індія роздроблена. В Японії триває період Ямато. У Персії править династія Сассанідів. Степову зону Азії та Східної Європи контролює Тюркський каганат, розділений на Східний та Західний.
На території лісостепової України в VI столітті виділяють пеньківську й празьку археологічні культури. VI століття стало початком швидкого розселення слов'ян. У Північному Причорномор'ї співіснують різні кочові племена, зокрема кутригури, утигури, сармати, булгари, алани, авари, тюрки.

## Події
- 1 січня Папа Григорій I написав листа константинопольському патріарху Івану Постнику з докором за те, що він іменував себе екуменічним.
- Візантійські війська зняли облогу Сінгідуна аварами. Авари спустошили Далмацію.
- Франкський король Хільдеберт II знищив плем'я варнів, що збунтувалися в Тюрингії.
- Хільдеберт II наказав записати рішення березневих зібрань франків, щоб доповнити ними Салічну правду[1].

## Виноски
1. ↑  Charles Maxime Detorcy de Torcy, Recherches chronologiques, historiques et politiques sur la Champagne, Laloy, 1832